# Festival di Sanremo 2013
Il sessantatreesimo Festival di Sanremo si è svolto al teatro Ariston di Sanremo dal 12 al 16 febbraio 2013 con la conduzione di Fabio Fazio e Luciana Littizzetto.
La direzione artistica è stata curata dallo stesso Fabio Fazio e l'orchestra è stata diretta dal maestro Mauro Pagani. Duccio Forzano è tornato ad occuparsi della regia televisiva, mentre la scenografia è stata ideata da Francesca Montinaro.
Vi hanno partecipato 22 artisti con 36 brani divisi in due sezioni: Campioni (composta da 14 cantanti noti) e Giovani (composta da 8 giovani cantanti emergenti).
La principale novità del regolamento rispetto al passato riguarda la categoria Campioni: ogni artista ha presentato non un solo brano, bensì due; di questi ne è stato selezionato uno con cui poi l'artista ha proseguito la gara.
Il vincitore della kermesse nella sezione Campioni è stato Marco Mengoni con il brano L'essenziale, mentre nella sezione Giovani ha vinto Antonio Maggio con la canzone Mi servirebbe sapere. Il gruppo Elio e le Storie Tese ha vinto il Premio della Critica "Mia Martini" per la sezione Campioni con La canzone mononota, mentre nella sezione Giovani Renzo Rubino ha ottenuto il medesimo riconoscimento per il suo brano Il postino (amami uomo).
Inoltre, Marco Mengoni è stato scelto dall'apposita commissione interna della Rai come rappresentante dell'Italia all'Eurovision Song Contest 2013.

## Conduzione
Poco dopo la finale del Festival di Sanremo 2012, Gianni Morandi ha annunciato che non si sarebbe ricandidato alla conduzione della successiva edizione. L'11 giugno, l'agenzia di stampa Adnkronos ha rivelato che il conduttore designato dalla Rai per il Festival di Sanremo 2013 sarebbe stato Fabio Fazio, il cui nome compariva in diverse indiscrezioni e supposizioni sin dall'addio di Morandi. La notizia è stata poi confermata dal capo della Direzione Intrattenimento della Rai Giancarlo Leone il 18 giugno a Milano, poco prima della presentazione dei palinsesti autunnali dell'azienda agli inserzionisti. Si tratta della terza esperienza di Fazio come conduttore del Festival dopo le esperienze del 1999 e 2000.
Sin dalla sua conferma, Fazio ha pubblicamente espresso il desiderio di condividere la conduzione della kermesse con la comica Luciana Littizzetto. Il 27 settembre 2012, nel corso della prima conferenza stampa del Festival di Sanremo 2013, il conduttore ha anticipato la sua presenza nella kermesse, la quale è stata poi confermata dalla stessa attrice torinese durante la puntata del 30 settembre della trasmissione televisiva Che tempo che fa.

## Direzione artistica e autori
Il 27 settembre 2012, nella sopracitata conferenza stampa, Fabio Fazio ha comunicato che avrebbe ricoperto anche il ruolo di direttore artistico. Contestualmente, Fazio ha voluto al suo fianco anche il musicista, compositore e produttore Mauro Pagani in qualità di direttore musicale e direttore della Sanremo Festival Orchestra. Complessivamente, la Direzione Artistica è composta da Fabio Fazio, Claudio Fasulo, Pietro Galeotti, Massimo Martelli, Francesco Piccolo, Mauro Pagani, Marco Posani e Michele Serra. I membri della Direzione Artistica, ad eccezione di Pagani, sono anche gli autori.

## Partecipanti

### SezioneCampioni
Il cast della sezione Campioni è stato composto dalla Direzione Artistica con la collaborazione del direttore musicale.
Il 13 dicembre 2012, Fabio Fazio ha annunciato in anteprima su Twitter la partecipazione dei Marta sui Tubi al Festival. Poco più tardi, nel corso di un'intervista con il giornalista Vincenzo Mollica per il TG1, il conduttore ha presentato il cast completo elencando gli artisti e i titoli delle rispettive canzoni in gara per la sezione Campioni.
| Interprete                         | Ultime partecipazioni al Festival           |
| ---------------------------------- | ------------------------------------------- |
| Almamegretta                       | Esordienti                                  |
| Annalisa                           | Esordiente                                  |
| Chiara                             | Esordiente                                  |
| Daniele Silvestri                  | 2007                                        |
| Elio e le Storie Tese              | 1996                                        |
| Malika Ayane                       | 2010                                        |
| Marco Mengoni                      | 2010                                        |
| Maria Nazionale                    | 2010                                        |
| Marta sui Tubi                     | Esordienti                                  |
| Max Gazzè                          | 2008                                        |
| Modà                               | 2011                                        |
| Raphael Gualazzi                   | 2011 (nella sezione Giovani)                |
| Simona Molinari con Peter Cincotti | 2009 (nella sezione Proposte) ed Esordiente |
| Simone Cristicchi                  | 2010                                        |

### SezioneGiovani
Sei degli otto Giovani sono stati scelti attraverso l'omonima selezione. Gli artisti che hanno presentato domanda valida e che hanno proposto il loro brano attraverso le rispettive case/etichette discografiche entro il 31 ottobre 2012 sono stati 279; fra questi, la Commissione Musicale, costituita da Sandra Bemporad, Andrea Guerra, Massimo Martelli e Stefano Senardi e presieduta da Mauro Pagani, ha poi selezionato 60 finalisti (più 10 riserve), i quali sono stati convocati a Roma il 30 novembre per sostenere un'audizione dal vivo di fronte alla giuria. Il 6 dicembre sono stati comunicati i nomi dei sei vincitori, ovvero Andrea Nardinocchi, Antonio Maggio, Blastema, Il Cile, Ilaria Porceddu e Paolo Simoni.
Gli altri due artisti provengono dal concorso parallelo Area Sanremo, suddiviso come sempre nei due percorsi SanremoLab (per i brani in italiano) e SanremoDoc (per i brani in lingua dialettale italiana). Dal 5 al 10 novembre 2012 una commissione composta da Niccolò Agliardi, Andrea Mirò e Omar Pedrini ha ascoltato tutti i candidati, selezionandone 44; in seguito, la stessa giuria, ampliata da Massimo Morini e Sergio Rendine, ha poi scelto i 10 finalisti, ovvero Annalisa Andreoli, i Champions, Ernesto De Luca, Irene Ghiotto, Le Formiche, Ninàf, Renzo Rubino e Stefano Gelmini per SanremoLab, e Alessandra Luzzu e Vito Castiglione per SanremoDoc.. Il giorno dopo, al termine di un'ultima audizione, la Commissione Musicale del Festival ha infine scelto Irene Ghiotto e Renzo Rubino.
| Interprete         | Ultime partecipazioni al Festival |
| ------------------ | --------------------------------- |
| Andrea Nardinocchi | Esordiente                        |
| Antonio Maggio     | Esordiente                        |
| Blastema           | Esordienti                        |
| Il Cile            | Esordiente                        |
| Ilaria Porceddu    | Esordiente                        |
| Irene Ghiotto      | Esordiente                        |
| Paolo Simoni       | Esordiente                        |
| Renzo Rubino       | Esordiente                        |

## Classifica finale

### SezioneCampioni
| Posizione | Artista                            | Brano                             | Autori                                                      |
| --------- | ---------------------------------- | --------------------------------- | ----------------------------------------------------------- |
| 1º        | Marco Mengoni                      | L'essenziale                      | R. Casalino, M. Mengoni, F. De Benedittis                   |
| 2º        | Elio e le Storie Tese              | La canzone mononota               | S. Belisari, S. Conforti, D. L. Civaschi, N. Fasani         |
| 3º        | Modà                               | Se si potesse non morire          | F. Silvestre                                                |
| 4º        | Malika Ayane                       | E se poi                          | G. Sangiorgi                                                |
| 5º        | Raphael Gualazzi                   | Sai (ci basta un sogno)           | R. Gualazzi                                                 |
| 6º        | Daniele Silvestri                  | A bocca chiusa                    | D. Silvestri                                                |
| 7º        | Max Gazzè                          | Sotto casa                        | F. Gazzè, M. Gazzè, F. De Benedittis                        |
| 8º        | Chiara                             | Il futuro che sarà                | F. Bianconi, L. Chiaravalli, L. Gonzalez Alea               |
| 9º        | Annalisa                           | Scintille                         | D. Faini, A. Galbiati                                       |
| 10º       | Maria Nazionale                    | È colpa mia                       | G. Servillo, F. Mesolella                                   |
| 11º       | Simone Cristicchi                  | La prima volta (che sono morto)   | S. Cristicchi, L. Pari                                      |
| 12º       | Marta sui Tubi                     | Vorrei                            | G. Gulino, M. Boschi, C. Pipitone, P. Pischedda, I. Paolini |
| 13º       | Simona Molinari con Peter Cincotti | La felicità                       | S. Molinari, M. Vultaggio, P. Cincotti, C. Avarello         |
| 14º       | Almamegretta                       | Mamma non lo sa                   | G. Della Volpe, P. Polcari, G. Tesone                       |
| NF        | Marco Mengoni                      | Bellissimo                        | G. Nannini, Pacifico, D. Tagliapietra                       |
| NF        | Modà                               | Come l'acqua dentro il mare       | F. Silvestre                                                |
| NF        | Elio e le Storie Tese              | Dannati forever                   | S. Belisari, S. Conforti, D. L. Civaschi, N. Fasani         |
| NF        | Marta sui Tubi                     | Dispari                           | G. Gulino, M. Boschi, C. Pipitone, P. Pischedda, I. Paolini |
| NF        | Simona Molinari con Peter Cincotti | Dr. Jekyll Mr. Hyde               | L. Luttazzi, A. Zeppieri                                    |
| NF        | Max Gazzè                          | I tuoi maledettissimi impegni     | F. Gazzè, M. Gazzè, M. Buzzanca                             |
| NF        | Daniele Silvestri                  | Il bisogno di te (ricatto d'onor) | D. Silvestri                                                |
| NF        | Chiara                             | L'esperienza dell'amore           | F. Zampaglione, D. Zampaglione                              |
| NF        | Simone Cristicchi                  | Mi manchi                         | S. Cristicchi, F. Di Salvo, R. Pacco                        |
| NF        | Malika Ayane                       | Niente                            | G. Sangiorgi                                                |
| NF        | Annalisa                           | Non so ballare                    | E. Meta                                                     |
| NF        | Almamegretta                       | Onda che vai                      | F. Zampaglione, D. Zampaglione                              |
| NF        | Maria Nazionale                    | Quando non parlo                  | E. Gragnaniello                                             |
| NF        | Raphael Gualazzi                   | Senza ritegno                     | R. Gualazzi                                                 |

Nota bene: le canzoni non finaliste (NF) della sezione Campioni sono elencate in ordine alfabetico.

### SezioneGiovani
| Posizione | Interprete         | Canzone                   | Autori                              |
| --------- | ------------------ | ------------------------- | ----------------------------------- |
| 1º        | Antonio Maggio     | Mi servirebbe sapere      | A. Maggio                           |
| 2º        | Ilaria Porceddu    | In equilibrio             | I. Porceddu, A. Fontana, C. Ferrari |
| 3º        | Renzo Rubino       | Il postino (amami uomo)   | R. Rubino, A. Rodini                |
| 4º        | Blastema           | Dietro l'intima ragione   | M. Casadei, D. Gambi, A. Nanni      |
| NF (E3)   | Andrea Nardinocchi | Storia impossibile        | A. Nardinocchi                      |
| NF (E3)   | Paolo Simoni       | Le parole                 | P. Simoni                           |
| NF (E2)   | Il Cile            | Le parole non servono più | L. Cilembrini, R. Presentini        |
| NF (E2)   | Irene Ghiotto      | Baciami?                  | I. Ghiotto, C. Carcano              |

## Regolamento e serate

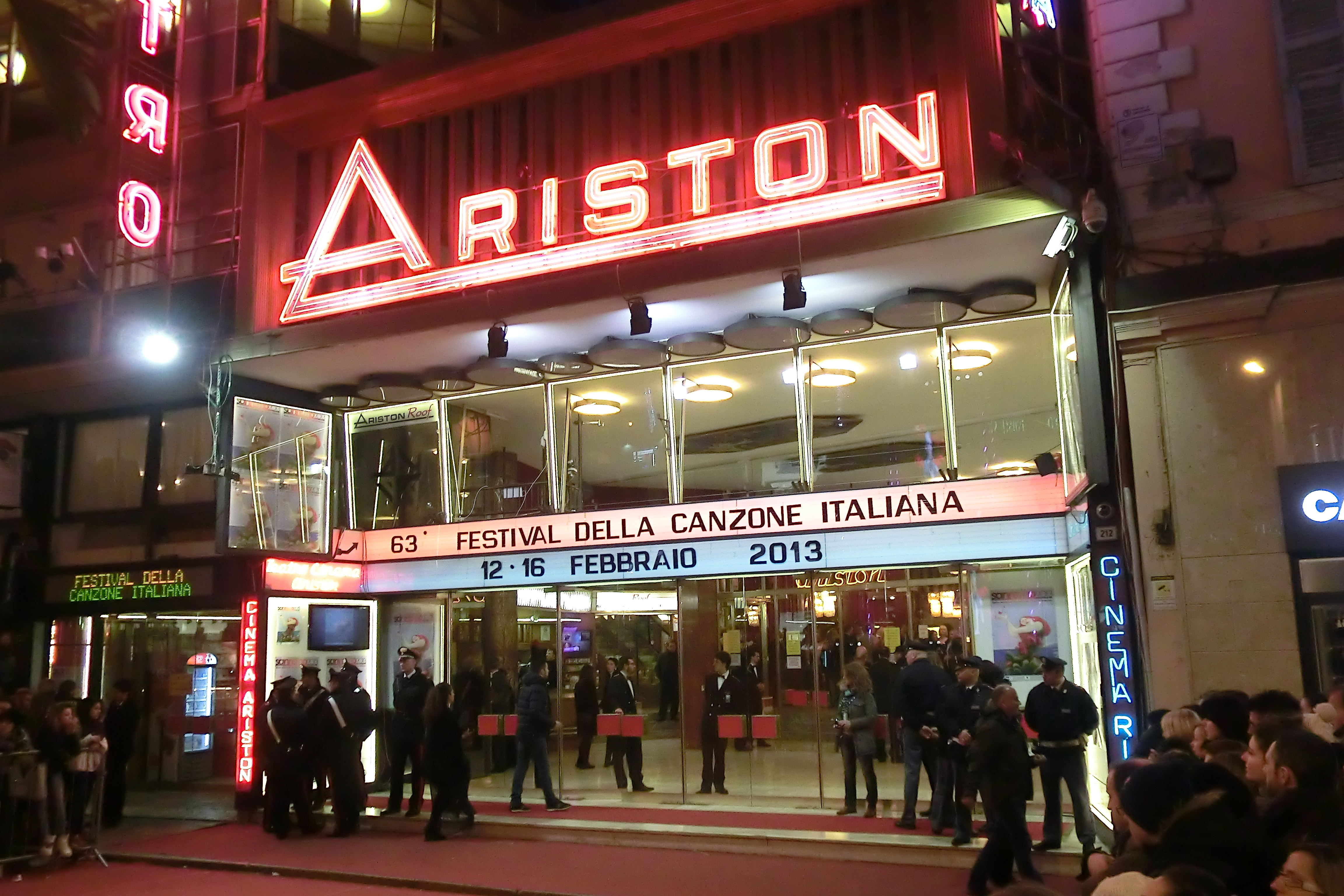
Il Teatro Ariston di Sanremo durante l'ultima serata del 16 febbraio 2013.

Rispetto alle edizioni precedenti, il regolamento del sessantatreesimo Festival di Sanremo ha subito modifiche significative. Nel corso delle prime due serate i 14 Campioni hanno proposto due brani, dei quali è stato decretato quello che avrebbe gareggiato per la vittoria finale.  Pertanto, è stata introdotta la figura del proclamatore, al quale spettava il compito di annunciare in diretta televisiva quale brano avrebbe proseguito il suo percorso nel Festival. Inoltre, il Festival di Sanremo 2013 ha abolito le eliminazioni; tutti i 14 Campioni hanno avuto accesso alla finale di sabato. Contrariamente, la gara dei Giovani si è svolta nell'arco della seconda, terza e quarta serata in maniera simile alle edizioni passate.
La Giuria Demoscopica è stata rimossa e la Sanremo Festival Orchestra non ha più svolto a funzione di giuria per la gara; contestualmente, sono state introdotte la Giuria della Sala Stampa e Giuria di Qualità. Attraverso i tre sistemi di votazione, ovvero televoto, Giuria della Sala Stampa e Giuria di Qualità, si è arrivati alla proclamazione delle canzoni vincitrici nelle sezioni Campioni e Giovani. Nella realizzazione delle graduatorie combinate si è tornati alla percentualizzazione dei voti ottenuti da ciascun artista, abbandonando il sistema della media delle posizioni in graduatoria impiegato nelle due edizioni di Morandi.

### Prima serata
Nel corso della prima serata si sono esibiti 7 dei 14 Campioni in gara con due brani ciascuno, eseguiti consecutivamente. Le canzoni sono state votate dal pubblico a casa tramite televoto e dalla Giuria della Sala stampa. I due distinti risultati percentualizzati hanno pesato entrambi per il 50% nella selezione della canzone rimasta in competizione.
Inoltre sono stati presentati gli otto artisti in gara nella sezione Giovani.
Durante il suo intervento, il comico Maurizio Crozza è stato contestato da alcune persone presenti nel pubblico. Solo grazie all'intervento del conduttore Fabio Fazio Crozza è stato in grado di riprendere il suo monologo.

#### Campioni
- Canzone selezionata

| Ordine di uscita | Artista                            | Brano                             | Televoto (50%) | Sala Stampa (50%) | Totale |
| ---------------- | ---------------------------------- | --------------------------------- | -------------- | ----------------- | ------ |
| 1                | Marco Mengoni                      | L'essenziale                      | 55,76%         | 48,57%            | 52,17% |
| 1                | Marco Mengoni                      | Bellissimo                        | 44,24%         | 51,43%            | 47,84% |
| 2                | Raphael Gualazzi                   | Senza ritegno                     | 31,47%         | 45,45%            | 38,46% |
| 2                | Raphael Gualazzi                   | Sai (ci basta un sogno)           | 68,53%         | 54,55%            | 61,54% |
| 3                | Daniele Silvestri                  | A bocca chiusa                    | 68,01%         | 54,64%            | 61,33% |
| 3                | Daniele Silvestri                  | Il bisogno di te (ricatto d'onor) | 31,99%         | 45,36%            | 38,68% |
| 4                | Simona Molinari con Peter Cincotti | Dr. Jekyll Mr. Hyde               | 38,87%         | 52,38%            | 45,63% |
| 4                | Simona Molinari con Peter Cincotti | La felicità                       | 61,13%         | 47,62%            | 54,38% |
| 5                | Marta sui Tubi                     | Dispari                           | 40,99%         | 33,67%            | 37,33% |
| 5                | Marta sui Tubi                     | Vorrei                            | 59,01%         | 66,33%            | 62,67% |
| 6                | Maria Nazionale                    | Quando non parlo                  | 49,02%         | 47,78%            | 48,40% |
| 6                | Maria Nazionale                    | È colpa mia                       | 50,98%         | 52,22%            | 51,60% |
| 7                | Chiara                             | L'esperienza dell'amore           | 41,31%         | 38,20%            | 39,75% |
| 7                | Chiara                             | Il futuro che sarà                | 58,69%         | 61,80%            | 60,25% |

Proclamatori
- Marco Alemanno per proclamare L'essenziale di Marco Mengoni
- Ilaria D'Amico per proclamare Sai (ci basta un sogno) di Raphael Gualazzi
- Valeria Bilello per proclamare A bocca chiusa di Daniele Silvestri
- Flavia Pennetta per proclamare La felicità di Simona Molinari con Peter Cincotti
- Cristina e Benedetta Parodi per proclamare Vorrei di Marta sui Tubi
- Vincenzo Montella per proclamare È colpa mia di Maria Nazionale
- Stefano Tempesti per proclamare Il futuro che sarà di Chiara

#### Ospiti
- Coro dell'Arena di Verona: Va, pensiero[31]
- Felix Baumgartner[37]
- Maurizio Crozza: monologo e le imitazioni di Silvio Berlusconi, Pier Luigi Bersani, Antonio Ingroia e Luca Cordero di Montezemolo[32][33][34]
- Stefano Olivari e Federico Novaro[38]
- Angelo Ogbonna[39]
- Toto Cutugno e il Coro dell'Armata Rossa: L'italiano e Nel blu dipinto di blu[40]

### Seconda serata
Nel corso della seconda serata si sono esibiti i restanti 7 dei 14 Campioni in gara con due brani ciascuno, eseguiti consecutivamente. Le canzoni sono state votate dal pubblico a casa tramite televoto e dalla Giuria della Sala stampa. I due distinti risultati percentualizzati hanno pesato entrambi per il 50% nella selezione della canzone rimasta in competizione.
Inoltre si sono esibiti i primi 4 artisti della sezione Giovani. Le canzoni sono state votate dal pubblico a casa tramite il televoto e dalla Giuria della Sala Stampa. I due distinti risultati percentualizzati hanno pesato entrambi per il 50% nella realizzazione della graduatoria combinata. I due artisti più votati hanno avuto accesso alla finale di venerdì.
Nel corso della serata avrebbero dovuto esibirsi come ospiti i Ricchi e Poveri, ma in seguito ad un grave lutto che ha colpito Franco Gatti l'esibizione è stata prontamente cancellata.

#### Campioni
- Canzone selezionata

| Ordine di uscita | Artista               | Brano                           | Televoto (50%) | Sala Stampa (50%) | Totale |
| ---------------- | --------------------- | ------------------------------- | -------------- | ----------------- | ------ |
| 1                | Modà                  | Se si potesse non morire        | 57,29%         | 63,89%            | 60,59% |
| 1                | Modà                  | Come l'acqua dentro il mare     | 42,71%         | 36,11%            | 39,41% |
| 2                | Simone Cristicchi     | Mi manchi                       | 49,88%         | 38,83%            | 44,36% |
| 2                | Simone Cristicchi     | La prima volta (che sono morto) | 50,12%         | 61,17%            | 55,65% |
| 3                | Malika Ayane          | Niente                          | 43,29%         | 49,46%            | 46,38% |
| 3                | Malika Ayane          | E se poi                        | 56,71%         | 50,54%            | 53,63% |
| 4                | Almamegretta          | Mamma non lo sa                 | 53,69%         | 49,41%            | 51,55% |
| 4                | Almamegretta          | Onda che vai                    | 46,31%         | 50,59%            | 48,45% |
| 5                | Max Gazzè             | I tuoi maledettissimi impegni   | 26,84%         | 18,56%            | 22,70% |
| 5                | Max Gazzè             | Sotto casa                      | 73,16%         | 81,44%            | 77,30% |
| 6                | Annalisa              | Scintille                       | 50,14%         | 59,55%            | 54,85% |
| 6                | Annalisa              | Non so ballare                  | 49,86%         | 40,45%            | 45,15% |
| 7                | Elio e le Storie Tese | Dannati forever                 | 30,41%         | 8,25%             | 19,33% |
| 7                | Elio e le Storie Tese | La canzone mononota             | 69,59%         | 91,75%            | 80,67% |

Proclamatori
- Max Biaggi e Eleonora Pedron per proclamare Se si potesse non morire dei Modà
- Jessica Rossi per proclamare La prima volta (che sono morto) di Simone Cristicchi
- Neri Marcorè per proclamare E se poi di Malika Ayane
- Filippa Lagerbäck per proclamare Mamma non lo sa degli Almamegretta
- Elisa Di Francisca, Arianna Errigo e Ilaria Salvatori[44] per proclamare Sotto casa di Max Gazzè
- Carlo Cracco per proclamare Scintille di Annalisa
- Roberto Giacobbo per proclamare La canzone mononota di Elio e le Storie Tese

#### Giovani
- Eliminato

| Ordine di uscita | Artista       | Brano                     | Televoto (50%) | Televoto (50%) | Sala Stampa (50%) | Sala Stampa (50%) | Totale | Totale                |
| Ordine di uscita | Artista       | Brano                     | %              | Graduatoria    | %                 | Graduatoria       | %      | Graduatoria combinata |
| ---------------- | ------------- | ------------------------- | -------------- | -------------- | ----------------- | ----------------- | ------ | --------------------- |
| 1                | Renzo Rubino  | Il postino (amami uomo)   | 50,39%         | 1              | 24,87%            | 2                 | 37,63% | 1                     |
| 2                | Il Cile       | Le parole non servono più | 17,80%         | 3              | 24,37%            | 3                 | 21,09% | 3                     |
| 3                | Irene Ghiotto | Baciami?                  | 8,68%          | 4              | 19,80%            | 4                 | 14,24% | 4                     |
| 4                | Blastema      | Dietro l'intima ragione   | 23,13%         | 2              | 30,96%            | 1                 | 27,05% | 2                     |

Ospiti
- Giuseppe Fiorello: Vecchio frack, Cosa sono le nuvole e Tu sì 'na cosa grande[45]
- Bar Refaeli[46]
- Carla Bruni: Chez Keith et Anita[47]
- Neri Marcorè[48]
- Asaf Avidan: Reckoning Song[49]

Altre esibizioni
- Luciana Littizzetto: sketch musicale parodistico con Carla Bruni sulle note di Quelqu'un m'a dit[47]
- Fabio Fazio e Neri Marcorè: imitazioni di Piero e Alberto Angela[48]

### Terza serata
Nel corso della terza serata si sono esibiti tutti i 14 Campioni, i quali hanno interpretato le 14 canzoni rimaste in competizione con votazione del pubblico da casa attraverso il televoto. In base ai voti ricevuti nella serata è stata stilata una graduatoria provvisoria dei 14 artisti che ha poi pesato per il 25% nella determinazione della classifica finale.
Inoltre, si sono esibiti i restanti 4 artisti della sezione Giovani. Le canzoni sono state votate dal pubblico a casa tramite il televoto e dalla Giuria della Sala Stampa. I due distinti risultati percentualizzati hanno pesato entrambi per il 50% nella realizzazione della graduatoria combinata. I due artisti più votati hanno avuto accesso alla finale di venerdì assieme ai due già selezionati nella seconda serata.

#### Campioni
| Ordine di uscita | Artista                            | Brano                           | Televoto (25%) | Televoto (25%) |
| Ordine di uscita | Artista                            | Brano                           | %              | Graduatoria    |
| ---------------- | ---------------------------------- | ------------------------------- | -------------- | -------------- |
| 1                | Simona Molinari con Peter Cincotti | La felicità                     | 4,79%          | 6              |
| 2                | Marco Mengoni                      | L'essenziale                    | 25,28%         | 1              |
| 3                | Elio e le Storie Tese              | La canzone mononota             | 4,73%          | 8              |
| 4                | Malika Ayane                       | E se poi                        | 3,74%          | 12             |
| 5                | Marta sui Tubi                     | Vorrei                          | 1,83%          | 13             |
| 6                | Chiara                             | Il futuro che sarà              | 7,52%          | 4              |
| 7                | Max Gazzè                          | Sotto casa                      | 3,87%          | 10             |
| 8                | Annalisa                           | Scintille                       | 8,97%          | 3              |
| 9                | Maria Nazionale                    | È colpa mia                     | 4,78%          | 7              |
| 10               | Simone Cristicchi                  | La prima volta (che sono morto) | 3,81%          | 11             |
| 11               | Modà                               | Se si potesse non morire        | 20,32%         | 2              |
| 12               | Daniele Silvestri                  | A bocca chiusa                  | 4,31%          | 9              |
| 13               | Almamegretta                       | Mamma non lo sa                 | 1,21%          | 14             |
| 14               | Raphael Gualazzi                   | Sai (ci basta un sogno)         | 4,84%          | 5              |

#### Giovani
- Eliminato

| Ordine di uscita | Artista            | Brano                | Televoto (50%) | Televoto (50%) | Sala Stampa (50%) | Sala Stampa (50%) | Totale | Totale                |
| Ordine di uscita | Artista            | Brano                | %              | Graduatoria    | %                 | Graduatoria       | %      | Graduatoria combinata |
| ---------------- | ------------------ | -------------------- | -------------- | -------------- | ----------------- | ----------------- | ------ | --------------------- |
| 1                | Andrea Nardinocchi | Storia impossibile   | 14,63%         | 3              | 19,05%            | 3                 | 16,84% | 3                     |
| 2                | Antonio Maggio     | Mi servirebbe sapere | 41,12%         | 1              | 36,19%            | 1                 | 38,66% | 1                     |
| 3                | Paolo Simoni       | Le parole            | 8,29%          | 4              | 8,57%             | 4                 | 8,43%  | 4                     |
| 4                | Ilaria Porceddu    | In equilibrio        | 35,96%         | 2              | 36,19%            | 2                 | 36,08% | 2                     |

Ospiti
- Roberto Baggio[52]
- Antony and the Johnsons: You Are My Sister[53]
- Leonora Armellini: Studio, op. 10 n. 3 di Fryderyk Chopin[54]
- Laura Chiatti[55]
- Al Bano: Nostalgia canaglia, È la mia vita e Felicità (con Laura Chiatti e Luciana Littizzetto)[55]

Altre esibizioni
- Fabio Fazio e Luciana Littizzetto: Vattene amore (sia in apertura che in chiusura)[56]
- Luciana Littizzetto: monologo e flash mob sulle donne e il femminicidio[57]

### Quarta serata
La quarta serata, intitolata Sanremo Story, è stata una serata evento in cui i 14 Campioni hanno eseguito, senza votazioni, alcune canzoni della storia del Festival. I cantanti potevano essere accompagnati, se lo desideravano, da altri artisti italiani o internazionali.
Inoltre, si sono esibiti i 4 artisti finalisti della sezione Giovani. Le canzoni sono state votate dal pubblico a casa tramite il televoto e dalla Giuria di Qualità presente in sala. I due distinti risultati percentualizzati hanno pesato entrambi per il 50% nella realizzazione della classifica finale. La canzone più votata è stata proclamata vincitrice della sezione Giovani. Infine, sono stati assegnati il Premio della Critica "Mia Martini" e il Premio Sala Stampa Radio-TV-Web "Lucio Dalla" per la sezione Giovani.

#### Campioni-Sanremo Story
| Ordine di uscita | Artista                            | Ospite/i                                    | Brano (autori)                                                      | Interprete/i originario/i         | Anno |
| ---------------- | ---------------------------------- | ------------------------------------------- | ------------------------------------------------------------------- | --------------------------------- | ---- |
| 1                | Malika Ayane                       | Paolo Vecchione e Thomas Signorelli         | Cosa hai messo nel caffè (G. Antola, G. Bigazzi, R. Del Turco)      | Riccardo Del Turco - Antoine      | 1969 |
| 2                | Daniele Silvestri                  | Nessuno                                     | Piazza Grande (G. Baldazzi, S. Bardotti, R. Cellamare, L. Dalla)    | Lucio Dalla                       | 1972 |
| 3                | Annalisa                           | Emma                                        | Per Elisa (F. Battiato, C. Bissi, G. Pio)                           | Alice                             | 1981 |
| 4                | Marta sui Tubi                     | Antonella Ruggiero                          | Nessuno ( E. Capotosti, A. De Simone, V. Mascheroni)                | Wilma De Angelis - Betty Curtis   | 1959 |
| 5                | Raphael Gualazzi                   | Nessuno                                     | Luce (tramonti a nord est) (A. Fornaciari, E. Toffoli)              | Elisa                             | 2001 |
| 6                | Modà                               | Adriano Pennino                             | Io che non vivo (G. Donaggio, V. Pallavicini)                       | Pino Donaggio - Jody Miller       | 1965 |
| 7                | Simone Cristicchi                  | Nessuno                                     | Canzone per te (S. Bardotti, S. Endrigo)                            | Sergio Endrigo - Roberto Carlos   | 1968 |
| 8                | Simona Molinari con Peter Cincotti | Franco Cerri                                | Tua (W. Malgoni, B. Pallesi)                                        | Tonina Torrielli - Jula de Palma  | 1959 |
| 9                | Maria Nazionale                    | Mauro Di Domenico                           | Perdere l'amore (G. Artegiani, M. Marrocchi)                        | Massimo Ranieri                   | 1988 |
| 10               | Marco Mengoni                      | Nessuno                                     | Ciao amore, ciao (L. Tenco)                                         | Luigi Tenco - Dalida              | 1967 |
| 11               | Elio e le Storie Tese              | Rocco Siffredi                              | Un bacio piccolissimo (G. Mescoli, G. Ornati)                       | Robertino - Bobby Rydell          | 1964 |
| 12               | Max Gazzè                          | Nessuno                                     | Ma che freddo fa (C. Mattone, F. Migliacci)                         | Nada - The Rokes                  | 1969 |
| 13               | Chiara                             | Nessuno                                     | Almeno tu nell'universo (M. Fabrizio, B. Lauzi)                     | Mia Martini                       | 1989 |
| 14               | Almamegretta                       | Clementino, James Senese e Marcello Coleman | Il ragazzo della via Gluck (L. Beretta, A. Celentano, M. Del Prete) | Adriano Celentano - Trio del Clan | 1966 |

#### Giovani- Finale
Vincitore
| Ordine di uscita | Artista         | Brano                   | Televoto (50%) | Televoto (50%) | Giuria di Qualità (50%) | Giuria di Qualità (50%) | Totale | Totale            |
| Ordine di uscita | Artista         | Brano                   | %              | Graduatoria    | %                       | Graduatoria             | Totale | Totale            |
| Ordine di uscita | Artista         | Brano                   | %              | Graduatoria    | %                       | Graduatoria             | %      | Classifica finale |
| ---------------- | --------------- | ----------------------- | -------------- | -------------- | ----------------------- | ----------------------- | ------ | ----------------- |
| 1                | Antonio Maggio  | Mi servirebbe sapere    | 28,11%         | 3              | 43,00%                  | 1                       | 35,56% | 1                 |
| 2                | Ilaria Porceddu | In equilibrio           | 30,18%         | 2              | 24,00%                  | 3                       | 27,09% | 2                 |
| 3                | Blastema        | Dietro l'intima ragione | 11,52%         | 4              | 25,00%                  | 2                       | 18,26% | 4                 |
| 4                | Renzo Rubino    | Il postino (amami uomo) | 30,19%         | 1              | 8,00%                   | 4                       | 19,10% | 3                 |

Ospiti
- Rosita Celentano, Paola Dominguin, Danny Quinn e Gianmarco Tognazzi[58]
- Pippo Baudo: Una ragazza in due (mai le dirò)[62]
- Stefano Bollani: Cavaquinho, por que choras? e un medley improvvisato su Imagine, Nel blu dipinto di blu, Vita spericolata, Papaveri e papere, Terra promessa e Non mi dire[63]
- Caetano Veloso: Você é linda, Piove (ciao ciao bambina) e Come prima (con Stefano Bollani)[58]
- José Luis Moreno e Rockfeller[58]
- Daniela Zuccoli, Niccolò Bongiorno, Michele Bongiorno e Leonardo Bongiorno (moglie e figli di Mike Bongiorno)[64]

### Quinta serata - Finale
Sono state eseguite le 14 canzoni dei Campioni, le quali sono state votate dal pubblico a casa tramite il televoto con peso del 25% e dalla Giuria di qualità presente in sala con peso del 50%. Complessivamente, il voto delle due giurie ha pesato per il 50% nella realizzazione della classifica finale.
Gli artisti alle prime tre posizioni della graduatoria combinata sono stati ammessi alla seconda fase della finale, durante la quale hanno eseguito nuovamente le loro canzoni. I voti precedentemente accumulati sono stati azzerati e si è proceduto ad un'ulteriore votazione del pubblico da casa tramite il televoto e della Giuria di Qualità, entrambi con un peso sempre del 50%. La canzone più votata è stata proclamata vincitrice della sezione Campioni. Infine, sono stati assegnati il Premio della Critica "Mia Martini" e il Premio Sala Stampa "Lucio Dalla" per la sezione Campioni ed è stato reso noto il nome del rappresentante italiano all'Eurovision Song Contest 2013.

#### Campioni- Finale - 1ª parte
- Ammesso alla finale a tre

| Ordine di uscita | Artista                            | Brano                           | Televoto 3ª serata (25%) | Televoto 3ª serata (25%) | Televoto 5ª serata (25%) | Televoto 5ª serata (25%) | Media televoto 3ª + 5ª serata | Media televoto 3ª + 5ª serata | Giuria di Qualità (50%) | Giuria di Qualità (50%) | Totale | Totale            |
| Ordine di uscita | Artista                            | Brano                           | %                        | Graduatoria              | %                        | Graduatoria              | %                             | Graduatoria                   | %                       | Graduatoria             | %      | Classifica finale |
| ---------------- | ---------------------------------- | ------------------------------- | ------------------------ | ------------------------ | ------------------------ | ------------------------ | ----------------------------- | ----------------------------- | ----------------------- | ----------------------- | ------ | ----------------- |
| 1                | Raphael Gualazzi                   | Sai (ci basta un sogno)         | 4,84%                    | 5                        | 7,42%                    | 4                        | 6,13%                         | 5                             | 15,00%                  | 3                       | 10,57% | 5                 |
| 2                | Almamegretta                       | Mamma non lo sa                 | 1,21%                    | 14                       | 1,25%                    | 13                       | 1,23%                         | 14                            | 0,50%                   | 13                      | 0,87%  | 14                |
| 3                | Daniele Silvestri                  | A bocca chiusa                  | 4,31%                    | 9                        | 5,43%                    | 8                        | 4,87%                         | 8                             | 11,50%                  | 4                       | 8,19%  | 6                 |
| 4                | Modà                               | Se si potesse non morire        | 20,32%                   | 2                        | 25,04%                   | 1                        | 22,68%                        | 2                             | 4,00%                   | 7                       | 13,34% | 3                 |
| 5                | Simone Cristicchi                  | La prima volta (che sono morto) | 3,81%                    | 11                       | 4,04%                    | 9                        | 3,93%                         | 9                             | 2,00%                   | 11                      | 2,96%  | 11                |
| 6                | Maria Nazionale                    | È colpa mia                     | 4,78%                    | 7                        | 5,55%                    | 7                        | 5,17%                         | 7                             | 3,00%                   | 10                      | 4,08%  | 10                |
| 7                | Annalisa                           | Scintille                       | 8,97%                    | 3                        | 8,83%                    | 3                        | 8,90%                         | 3                             | 1,00%                   | 12                      | 4,95%  | 9                 |
| 8                | Max Gazzè                          | Sotto casa                      | 3,87%                    | 10                       | 2,84%                    | 11                       | 3,36%                         | 12                            | 8,50%                   | 5                       | 5,93%  | 7                 |
| 9                | Chiara                             | Il futuro che sarà              | 7,52%                    | 4                        | 6,32%                    | 5                        | 6,92%                         | 4                             | 3,50%                   | 8                       | 5,21%  | 8                 |
| 10               | Marta sui Tubi                     | Vorrei                          | 1,83%                    | 13                       | 1,07%                    | 14                       | 1,45%                         | 13                            | 3,50%                   | 8                       | 2,48%  | 12                |
| 11               | Malika Ayane                       | E se poi                        | 3,74%                    | 12                       | 3,06%                    | 10                       | 3,40%                         | 11                            | 18,00%                  | 2                       | 10,70% | 4                 |
| 12               | Elio e le Storie Tese              | La canzone mononota             | 4,73%                    | 8                        | 5,63%                    | 6                        | 5,18%                         | 6                             | 22,50%                  | 1                       | 13,84% | 2                 |
| 13               | Marco Mengoni                      | L'essenziale                    | 25,28%                   | 1                        | 20,72%                   | 2                        | 23,00%                        | 1                             | 6,50%                   | 6                       | 14,75% | 1                 |
| 14               | Simona Molinari con Peter Cincotti | La felicità                     | 4,79%                    | 6                        | 2,79%                    | 12                       | 3,79%                         | 10                            | 0,50%                   | 13                      | 2,15%  | 13                |

#### Campioni- Finale a tre
- Vincitore

| Ordine di uscita | Artista               | Brano                    | Televoto (50%) | Televoto (50%) | Giuria di Qualità (50%) | Giuria di Qualità (50%) | Totale | Totale            |
| Ordine di uscita | Artista               | Brano                    | %              | Graduatoria    | %                       | Graduatoria             | Totale | Totale            |
| Ordine di uscita | Artista               | Brano                    | %              | Graduatoria    | %                       | Graduatoria             | %      | Classifica finale |
| ---------------- | --------------------- | ------------------------ | -------------- | -------------- | ----------------------- | ----------------------- | ------ | ----------------- |
| 1                | Elio e le Storie Tese | La canzone mononota      | 21,92%         | 3              | 43,34%                  | 1                       | 32,63% | 2                 |
| 2                | Modà                  | Se si potesse non morire | 33,90%         | 2              | 28,33%                  | 2                       | 31,12% | 3                 |
| 3                | Marco Mengoni         | L'essenziale             | 44,18%         | 1              | 28,33%                  | 2                       | 36,25% | 1                 |

Ospiti
- Andrea Bocelli: La voce del silenzio, Love Me Tender (con il figlio Amos al pianoforte) e Quizás, Quizás, Quizás[67]
- Bianca Balti[65]
- Claudio Bisio[68]
- Daniel Harding: La cavalcata delle valchirie, Marcia trionfale[65]
- Lutz Förster (ballerino e professore di danza): coreografia di Pina Bausch sulle note di Leozinho di Caetano Veloso
- Birdy: Skinny Love
- Martín Castrogiovanni[65]

Altre esibizioni
- Luciana Littizzetto: monologo sulla bellezza[69]
- Fabio Fazio e Luciana Littizzetto: La coppia più bella del mondo

## Premi

### SezioneCampioni
- Vincitore 63º Festival di Sanremo sezione Campioni: Marco Mengoni con L'essenziale[26]
- Podio - secondo classificato 63º Festival di Sanremo sezione Campioni: Elio e le Storie Tese con La canzone mononota[26]
- Podio - terzo classificato 63º Festival di Sanremo sezione Campioni: Modà con Se si potesse non morire[26]
- Premio della Critica "Mia Martini" sezione Campioni: Elio e le Storie Tese con La canzone mononota[9]
- Premio Sala Stampa Radio-TV-Web "Lucio Dalla" sezione Campioni: Elio e le Storie Tese con La canzone mononota[9]
- Premio per il miglior arrangiamento: Elio e le Storie Tese con La canzone mononota[9]
- Premio Lunezia per Sanremo per il valore musical-letterario del brano: Malika Ayane con E se poi[70]

### SezioneGiovani
- Vincitore 63º Festival di Sanremo sezione Giovani: Antonio Maggio con Mi servirebbe sapere[28]
- Premio Emanuele Luzzati: Antonio Maggio con Mi servirebbe sapere
- Podio - secondo classificato 63º Festival di Sanremo sezione Giovani: Ilaria Porceddu con In equilibrio[28]
- Podio - terzo classificato 63º Festival di Sanremo sezione Giovani: Renzo Rubino con Il postino (amami uomo)[28]
- Premio della Critica "Mia Martini" sezione Giovani: Renzo Rubino con Il postino (amami uomo)[10]
- Premio Sala Stampa Radio-TV-Web "Lucio Dalla" sezione Giovani: Antonio Maggio con Mi servirebbe sapere[10]
- Premio "Sergio Bardotti" per il miglior testo: Il Cile con Le parole non servono più[71]
- Premio Assomusica per la migliore esibizione live: Il Cile con Le parole non servono più[72]

### Altri premi
- Premio alla carriera "Città di Sanremo": Toto Cutugno,[73] Ricchi e Poveri, Al Bano e Pippo Baudo[62]
- Rappresentante italiano all'Eurovision Song Contest 2013: Marco Mengoni[11]

## Orchestra
La Sanremo Festival Orchestra è stata diretta dal maestro Mauro Pagani. Durante le esibizioni dei cantanti è stata diretta dai maestri:
- Carlo Carcano per Irene Ghiotto
- Loris Ceroni per i Marta sui Tubi
- Vittorio Cosma per gli Almamegretta e per gli Elio e le Storie Tese (solo serata cover)
- Enrico Cremonesi per i Blastema
- Clemente Ferrari per Max Gazzè e Ilaria Porceddu[74]
- Maurizio Filardo per Daniele Silvestri[75]
- Fabio Gurian per Marco Mengoni
- Andrea Mirò per Andrea Nardinocchi[76]
- Massimo Morini per Antonio Maggio
- Daniele Parziani per Raphael Gualazzi e Malika Ayane
- Adriano Pennino per i Modà
- Andrea Rodini per Renzo Rubino
- Roberto Rossi per Chiara e Simone Cristicchi
- Marco Sabiu per Paolo Simoni
- Bruno Santori per Simona Molinari con Peter Cincotti
- Peppe Vessicchio per Maria Nazionale, gli Elio e le Storie Tese e Il Cile
- Fio Zanotti per Annalisa

## Scenografia
Per la prima volta la scenografia del Festival è stata interamente curata da una donna, Francesca Montinaro, la quale aveva già lavorato con Fabio Fazio per i programmi Vieni via con me (2010) e Quello che (non) ho (2012). La scenografa si è ispirata allo stile barocco dei lavori dei fratelli Bibbiena, agli strappi logori di Alberto Burri e ai tagli di Lucio Fontana. Gli unici schermi presenti sono un gruppo di led verticali ai lati del palco, che si muove all'occorrenza, e un grande ledwall a scomparsa che viene calato quando necessario. Dopo quattro anni di collocazione nel golfo mistico, l'orchestra è tornata sul palco, sospesa con tagli obliqui sul fondale per mostrare uno a uno tutti gli orchestrali. La scalinata è presente ma compare solo in caso di necessità con un movimento meccanico che simula quello di due mani le cui dita s'intrecciano tra loro. Nonostante alcuni apprezzamenti per la rottura della monotonia delle ultime tre precedenti, la scenografia scatenò però diverse polemiche sui social per via dell'assenza di fiori, dei colori tetri e del tema che sembra aver ispirato agli spettatori da casa un senso di fatiscenza.

## Giurie

### Televoto
È il mezzo attraverso cui il pubblico da casa ha potuto esprimere le sue preferenze.
Nel corso delle prime due serate, Il televoto e il voto della Giuria della Sala Stampa, entrambi con peso del 50%, hanno determinato quali canzoni dei Campioni avrebbero gareggiato per la vittoria finale; solo per questa fase iniziale della gara è stata aperta una sessione singola di televoto per ognuno dei 14 Campioni, ovvero una breve sessione attiva durante l'esecuzione del secondo brano in cui è stato possibile votare per la canzone preferita (in tutte le altre serate si è trattato di sessioni uniche). Il medesimo sistema misto 50% televoto e 50% Giuria della Sala Stampa è stato applicato anche per le due semifinali dei Giovani della seconda e terza serata. Per i Campioni, le graduatorie del televoto della terza serata e della finale hanno pesato per il 25% sulla classifica finale, di modo che esso influisse complessivamente per il 50% sull'esito della gara, proprio come il voto della Giuria di Qualità. Infine, il televoto e la Giuria di Qualità, entrambi con peso del 50%, hanno determinato il vincitore della sezione Giovani nel corso della quarta serata.

### Giuria della Sala Stampa
La Giuria della Sala Stampa è composta dai giornalisti accreditati presso la Sala stampa Roof Ariston e la Sala stampa Radio-TV-Web "Lucio Dalla" aventi diritto di voto.
Nel corso delle prime due serate, Il televoto e il voto della Giuria della Sala Stampa, entrambi con peso del 50%, hanno determinato quali canzoni dei Campioni avrebbero gareggiato per la vittoria finale. Inoltre, il medesimo sistema misto di votazione è stato applicato per le due semifinali dei Giovani della seconda e terza serata. Ogni giornalista ha espresso le proprie preferenze secondo le seguenti regole:
- Campioni
  - 1ª e 2ª serata: una preferenza singola da attribuire ad uno dei due brani di ogni artista.[80]
- Giovani
  - 2ª e 3ª serata: due preferenze da attribuire a due artisti diversi.[81]

#### Sala Stampa Ariston Roof
La Sala Stampa Ariston Roof è situata all'interno del Teatro Ariston e riunisce i rappresentanti delle testate accreditate fra agenzie giornalistiche, quotidiani, periodici, web, giornali radio, tg e rubriche televisive, nonché testate giornalistiche e radiotv straniere. A maggioranza dei votanti ha attribuito il Premio della Critica "Mia Martini" per entrambe le sezioni.

#### Sala Stampa Radio-TV-Web "Lucio Dalla"
La Sala Stampa Radio-TV, ribattezzata Sala Stampa Radio-TV-Web e intitolata al cantautore Lucio Dalla, è situata presso il Palafiori di Sanremo e riunisce i rappresentanti delle principali emittenti radiofoniche e televisive private, come giornalisti, conduttori e tecnici. A maggioranza dei votanti ha attribuito il Premio Sala Stampa Radio-TV-Web "Lucio Dalla" per entrambe le sezioni.

### Giuria di Qualità
La Giuria di Qualità viene reintegrata dopo quattro anni di assenza dalla sua ultima apparizione al Festival. Essa è composta da 10 personaggi ed esperti di chiara fama e riconosciuta professionalità, individuati nel mondo della musica, dello spettacolo e della cultura.
La Giuria di Qualità e il televoto, entrambi con peso del 50%, hanno determinato il vincitore dei Giovani durante la quarta serata e dei Campioni durante la serata finale. Ogni giurato ha espresso le proprie preferenze attraverso l'impiego di alcuni gettoni. Il numero di gettoni e le restrizioni sono variate a seconda della sessione di voto:
- Campioni
  - Finale, 1ª parte: 20 gettoni, tutti da distribuire, per un massimo di 10 gettoni su uno stesso artista e con l’obbligo di votarne almeno tre.
  - Finale, 2ª parte: 6 gettoni, da distribuire nella seguente modalità: tre sul preferito, due sul secondo e uno sul terzo.
- Giovani
  - 4a serata: 10 gettoni, tutti da distribuire, per un massimo di 5 gettoni su uno stesso artista e con l’obbligo di votarne almeno due.

Inoltre, la Giuria di Qualità ha attribuito il Premio "Sergio Bardotti" per il miglior testo.
La Giuria di Qualità della sessantatreesima edizione del Festival è stata composta da:
- Nicola Piovani - presidente (musicista, compositore e direttore d'orchestra)
- Eleonora Abbagnato (ballerina)
- Stefano Bartezzaghi (giornalista e scrittore)
- Cecilia Chailly (arpista e compositrice)
- Claudio Coccoluto (dj)
- Serena Dandini (conduttrice televisiva e radiofonica e autrice televisiva)
- Paolo Giordano (scrittore)
- Nicoletta Mantovani (manager dello spettacolo)
- Rita Marcotulli (pianista e compositrice)
- Neri Marcorè - 4ª serata[85] (attore e comico)
- Beppe Fiorello - 5ª serata[85] (attore)

### Orchestra
A maggioranza dei votanti i musicisti della Sanremo Festival Orchestra hanno attribuito il Premio per il miglior arrangiamento.

### Ex aequo
In caso di ex aequo tra le due canzoni di un partecipante della sezione Campioni nella graduatoria stilata con sistema di voto misto televoto con (50%) e Giuria della Sala Stampa (50%), dopo 4 cifre decimali, si è fatto riferimento alla preferenza espressa dall’artista stesso. In caso di ex aequo tra due canzoni della sezione Giovani in una graduatoria stilata con sistema di voto misto con televoto (50%) e Giuria della Sala Stampa (50%), dopo 4 cifre decimali, si è fatto riferimento alla preferenza espressa dalla Giuria della Sala Stampa. In caso di ex aequo tra due canzoni di entrambe le sezioni in una graduatoria stilata con sistema di voto misto con televoto (50%) e Giuria di Qualità (50%), dopo 4 cifre decimali, si è fatto riferimento alla preferenza espressa dalla Giuria di Qualità.

## Anteprima
L'anteprima del Festival è stata condotta da Antonello Dose e Marco Presta.

## Controversie
Durante la serata inaugurale è stato ospite il comico e imitatore Maurizio Crozza che, entrato in scena nelle vesti di Silvio Berlusconi, è stato contestato da alcune persone presenti nel pubblico. Solo l'intervento del conduttore Fabio Fazio è riuscito a bloccare le contestazioni, così che Crozza potesse riprendere il suo monologo: alla fine la sua esibizione, che ha compreso le imitazioni di Pier Luigi Bersani, Antonio Ingroia e Luca Cordero di Montezemolo, è stata accolta dagli applausi.

## Esclusi
Fra i cantanti esclusi dalla categoria Campioni vi sono: Anna Oxa, Mietta, Annalisa Minetti (con brani scritti da Enrico Ruggeri), Morgan (con il brano Sonno sonno), Al Bano, Nesli, Mario Biondi, Alessandro Casillo (con il brano Io scelgo te), Mariella Nava (con i brani Fisionomia e Il viaggio), Niki La Rosa (con il brano Olga tu mi fai morir scritto dai fratelli Francesco e Giovanni Nuti), Teddy Reno (con Passione, inedito scritto da Totò), Luisa Corna e Tony Hadley, Bobby Solo e i Tazenda (entrambi con brani di Mogol), Gerardina Trovato e Nathalie. Nei mesi che hanno preceduto lo svelamento del cast sono circolati anche i nomi Ornella Vanoni, Gino Paoli, Francesco Sarcina, Antonella Ruggiero, Mario Venuti (con un brano di Francesco Bianconi), Musica Nuda, Jalisse, Paola Turci, Tosca (con due brani di Ivano Fossati), Sonohra, Alex Britti, Nek e Loredana Errore.
Fra i 60 finalisti di Sanremo Giovani, oltre ai 6 vincitori, figurano anche Francesco Gabbani, Aiello, Giovanni Caccamo, Margherita Vicario, Bianca Atzei, Colapesce, Tony Colombo, Filippo Graziani, Giulia Luzi, Giulia Ottonello, Jacopo Ratini, I Moderni, Elisa Rossi e Antonella Lo Coco, Caponord, Lucia Manca, Management e Power Francers. Erika Mineo e Silvia Olari invece sono state escluse dalla rosa dei finalisti. Fra i 44 selezionati di Area Sanremo vi è la cantautrice Angelica.

## Ascolti
Risultati di ascolto delle varie serate, secondo rilevazioni Auditel.

### Festival di Sanremo 2013
| Messa in onda      | I parte            | I parte            | II parte           | II parte           | Media          | Media  |
| Messa in onda      | Telespettatori     | Share              | Telespettatori     | Share              | Telespettatori | Share  |
| ------------------ | ------------------ | ------------------ | ------------------ | ------------------ | -------------- | ------ |
| 12 febbraio 2013   | 14 195 000         | 47,60%             | 8 146 000          | 53,53%             | 12 969 000     | 48,30% |
| 13 febbraio 2013   | 12 477 000         | 42,21%             | 6 606 000          | 49,03%             | 11 330 000     | 42,90% |
| 14 febbraio 2013   | 11 497 000         | 42,08%             | 6 354 000          | 46,91%             | 10 700 000     | 42,50% |
| 15 febbraio 2013   | 13 036 000         | 47,55%             | 6 597 000          | 52,68%             | 11 538 000     | 48,17% |
| 16 febbraio 2013   | 13 635 000         | 51,97%             | 10 349 000         | 66,60%             | 12 997 000     | 53,80% |
| Media delle serate | Media delle serate | Media delle serate | Media delle serate | Media delle serate | 11 907 000     | 47,13% |

Il picco di share è stato al momento della proclamazione del vincitore, con il 73,48%.

### Anteprima
| Messa in onda    | Telespettatori | Share       |
| ---------------- | -------------- | ----------- |
| 12 febbraio 2013 | 8.987.000      | 29,66%      |
| 13 febbraio 2013 | 8.506.000      | 28,30%      |
| 14 febbraio 2013 | 7.385.000      | 25,98%      |
| 15 febbraio 2013 | non in onda    | non in onda |
| 16 febbraio 2013 | non in onda    | non in onda |
| Media            | 8.292.000      | 27,98%      |

## Trasmissione
| Nazione                  | Rete                               |
| ------------------------ | ---------------------------------- |
| Italia                   | Rai 1                              |
| Italia                   | Rai HD                             |
| Italia                   | Rai Radio 1                        |
| Italia (resto del mondo) | Rai Italia                         |
| Albania                  | TVSH 2                             |
| Bosnia ed Erzegovina     | BHRT                               |
| Romania                  | TVR 2                              |
| Russia                   | Pervyj kanal                       |
| Svizzera                 | RSI Rete Tre                       |
| Europa                   | Eurovision.tv (solo serata finale) |

## Riconoscimenti
- 2013 - Premio regia televisiva tra i dieci migliori programmi della stagione televisiva 2012-2013.[112]

## Classifiche

### Classifica passaggi radio
Top 10 delle sole canzoni sanremesi nella settimana successiva al Festival
| Posizione | Artista                            | Canzone                  |
| --------- | ---------------------------------- | ------------------------ |
| 1         | Marco Mengoni                      | L'essenziale             |
| 2         | Modà                               | Se si potesse non morire |
| 3         | Chiara                             | Il futuro che sarà       |
| 4         | Malika Ayane                       | E se poi                 |
| 5         | Elio e le Storie Tese              | La canzone mononota      |
| 6         | Annalisa                           | Scintille                |
| 7         | Simona Molinari con Peter Cincotti | La felicità              |
| 8         | Max Gazzè                          | Sotto casa               |
| 9         | Raphael Gualazzi                   | Sai (ci basta un sogno)  |
| 10        | Daniele Silvestri                  | A bocca chiusa           |

Le canzoni sanremesi hanno riscosso, in generale, un buon successo radiofonico. Tra i brani dei Giovani il più trasmesso è risultato essere Mi servirebbe sapere di Antonio Maggio, seguito da Le parole non servono più de Il Cile e Storia impossibile di Andrea Nardinocchi.

### Singoli
| Artista                            | Singolo                         | Italia (Massima posizione raggiunta) | Italia (Certificazioni vendite FIMI) |
| ---------------------------------- | ------------------------------- | ------------------------------------ | ------------------------------------ |
| Marco Mengoni                      | L'essenziale                    | 1                                    | 4x Platino                           |
| Modà                               | Se si potesse non morire        | 2                                    | Platino                              |
| Max Gazzè                          | Sotto casa                      | 5                                    | 2x Platino                           |
| Elio e le Storie Tese              | La canzone mononota             | 6                                    | —                                    |
| Antonio Maggio                     | Mi servirebbe sapere            | 7                                    | Oro                                  |
| Malika Ayane                       | E se poi                        | 8                                    | Platino                              |
| Simona Molinari con Peter Cincotti | La felicità                     | 13                                   | Oro                                  |
| Annalisa                           | Scintille                       | 14                                   | —                                    |
| Raphael Gualazzi                   | Sai (ci basta un sogno)         | 15                                   | —                                    |
| Chiara                             | Il futuro che sarà              | 16                                   | —                                    |
| Marco Mengoni                      | Bellissimo                      | 17                                   | —                                    |
| Daniele Silvestri                  | A bocca chiusa                  | 23                                   | —                                    |
| Simone Cristicchi                  | La prima volta (che sono morto) | 26                                   | —                                    |
| Renzo Rubino                       | Il postino (amami uomo)         | 34                                   | —                                    |
| Malika Ayane                       | Niente                          | 39                                   | —                                    |
| Annalisa                           | Non so ballare                  | 44                                   | —                                    |
| Ilaria Porceddu                    | In equilibrio                   | 49                                   | —                                    |
| Marta sui tubi                     | Vorrei                          | 67                                   | —                                    |
| Maria Nazionale                    | È colpa mia                     | 70                                   | —                                    |
| Almamegretta                       | Mamma non lo sa                 | 78                                   | —                                    |

### Album
| Artista               | Album                         | Italia (Massima posizione raggiunta) | Italia (Certificazioni vendite FIMI) |
| --------------------- | ----------------------------- | ------------------------------------ | ------------------------------------ |
| Modà                  | Gioia                         | 1                                    | 5× Platino                           |
| Marco Mengoni         | Pronto a correre              | 1                                    | 3× Platino                           |
| Elio e le Storie Tese | L'album biango                | 1                                    | -                                    |
| Chiara                | Un posto nel mondo            | 2                                    | Oro                                  |
| Raphael Gualazzi      | Happy Mistake                 | 5                                    | Oro                                  |
| Annalisa              | Non so ballare                | 6                                    | -                                    |
| Max Gazzè             | Sotto casa                    | 7                                    | Oro                                  |
| Malika Ayane          | Ricreazione (Sanremo Edition) | 14                                   | Platino                              |
| Simona Molinari       | Dr. Jekyll Mr. Hyde           | 16                                   | -                                    |
| Simone Cristicchi     | Album di famiglia             | 23                                   | -                                    |
| Daniele Silvestri     | Che nemmeno Mennea            | 23                                   | -                                    |
| Antonio Maggio        | Nonostante tutto              | 24                                   | -                                    |
| Marta sui Tubi        | Cinque, la luna e le spine    | 25                                   | -                                    |
| Andrea Nardinocchi    | Il momento perfetto           | 27                                   | -                                    |
| Maria Nazionale       | Libera                        | 33                                   | -                                    |
| Il Cile               | Siamo morti a vent'anni       | 35                                   | -                                    |
| Ilaria Porceddu       | In equilibrio                 | 48                                   | -                                    |
| Renzo Rubino          | Poppins                       | 51                                   | -                                    |

### Compilation
- Sanremo 2013

Nella compilation sono assenti i brani non finalisti e Se si potesse non morire dei Modà.

## Eurovision Song Contest
Per il terzo anno di seguito il rappresentante italiano all'Eurovision Song Contest è stato scelto da un'apposita commissione RAI tra tutti gli artisti in concorso al Festival. Nel corso della finale, il conduttore Fabio Fazio ha annunciato che la decisione è ricaduta su Marco Mengoni. L'artista ha scelto di rappresentare l'Italia con una versione ridotta de L'essenziale, il brano vincitore della kermesse. Poiché l'Italia è membro delle cosiddette Big Five, il cantante si è automaticamente qualificato per la finale.

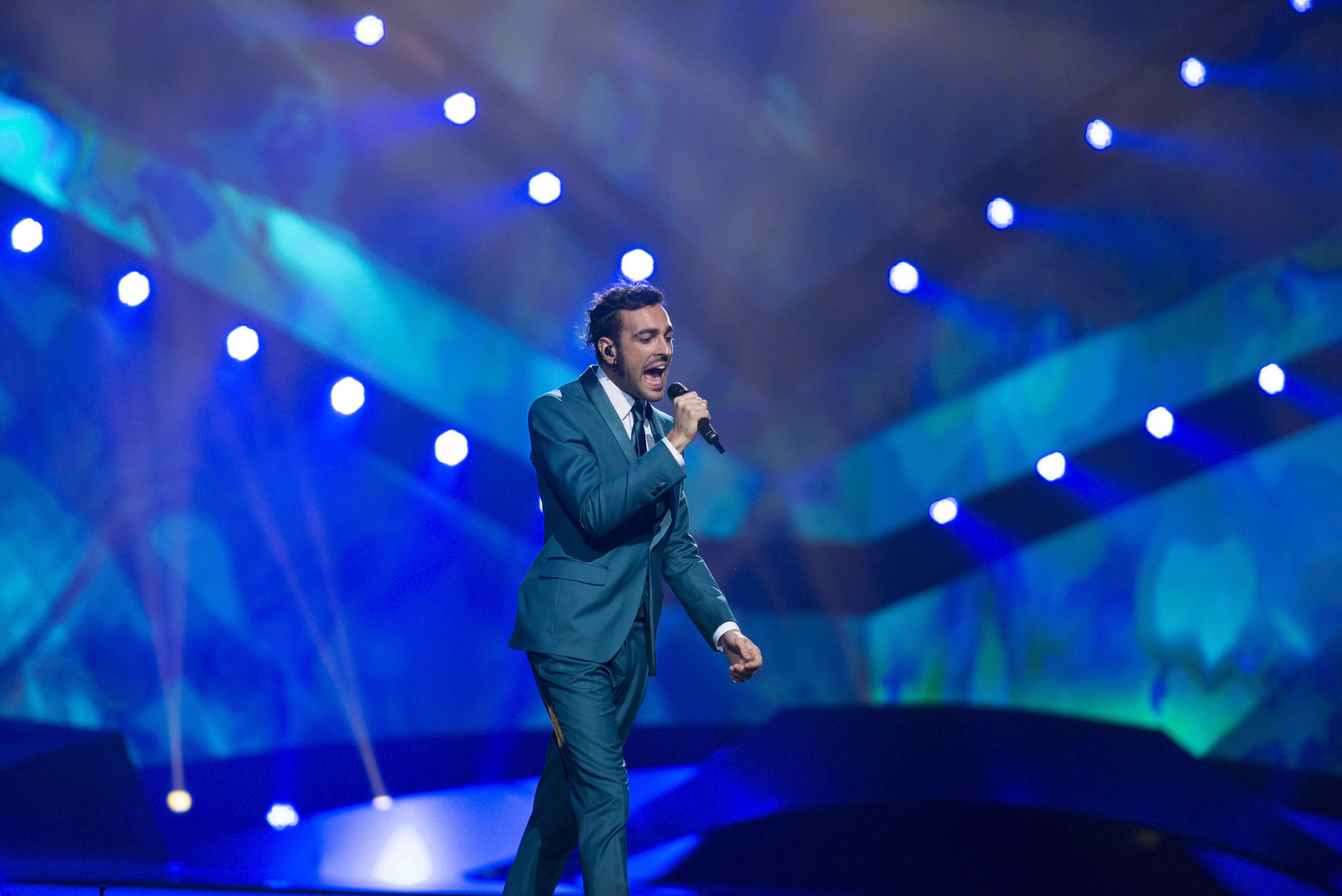
Marco Mengoni durante le prove per la finale dell'Eurovision Song Contest 2013 a Malmö, in Svezia.

Il 18 maggio 2013, presso la Malmö Arena di Malmö, in Svezia, Marco Mengoni si è esibito nella finale del concorso eurovisivo, classificandosi al settimo posto e ottenendo i 12 punti di Albania, Spagna e Svizzera. L'edizione è stata vinta dalla cantante danese Emmelie de Forest con il brano Only Teardrops.

## Curiosità
- Marco Mengoni è il quarto vincitore della sezione principale del Festival di Sanremo a provenire da un talent show dopo Marco Carta nel 2009, Valerio Scanu nel 2010 ed Emma nel 2012. Antonio Maggio è invece il terzo reduce di un talent ad aver trionfato nella sezione Giovani  dopo Tony Maiello nel 2010 e Alessandro Casillo nel 2012. 
  - Sia Marco Mengoni che Antonio Maggio hanno partecipato ad X Factor. Mengoni ha vinto la terza edizione, mentre Maggio ha trionfato nella prima edizione come componente del gruppo vocale Aram Quartet. In entrambi i casi i cantanti erano nella squadra del giudice Morgan.
- L'ordine di uscita dei Campioni nella serata finale è perfettamente uguale a quello della terza serata, ma invertito.
- In questa edizione sono stati assegnati per la prima volta il Premio "Sergio Bardotti" per il miglior testo e il Premio per il miglior arrangiamento (intitolato a Giancarlo Bigazzi dal 2016 e noto come Premio per la miglior composizione musicale dal 2018).
- Fra tutti i brani selezionati nel corso delle prime due serate, La canzone mononota degli Elio e le Storie Tese è quello che è stato maggiormente preferito rispetto all'altro in gara: La canzone mononota ha ottenuto l'80,67% dei voti combinati, mentre Dannati forever appena il 19,33%. Contestualmente, la canzone selezionata per gli Almamegretta quella che ha vinto con il minor scarto di voti combinati sull'altro: 51,55% per Mamma non lo sa e 48,45% per Onda che vai.[26]
  - Circa il televoto, il brano maggiormente preferito rispetto all'altro in abbinamento è stato Sotto casa di Max Gazzè: 73,16% dei voti contro il 26,84% de I tuoi maledettissimi impegni.[26]
  - Circa il voto della Giuria della Sala Stampa, il brano maggiormente preferito rispetto all'altro in abbinamento è stato La canzone mononota degli Elio e le Storie Tese: 91,75% dei voti contro l'8,25% di Dannati forever.[26]
- Anche in questa edizione la Gialappa's Band ha trovato il modo di insidiarsi al Festival. Durante la serata finale della kermesse, su esortazione dei comici, alcuni cantanti in gara hanno pronunciato sul palco alcune sillabe, le quali, una volta unite, hanno formato il cognome della conduttrice Luciana Littizzetto. Gli artisti che hanno preso parte al gioco sono stati Kekko Silvestre dei Modà (LIT), Elio degli Elio e le Storie Tese (TIZ), Carmelo Pipitone dei Marta sui Tubi (ZET) e Simona Molinari (TO).